# The Man from Downing Street
The Man from Downing Street er en amerikansk stumfilm fra 1922 af Edward José.

## Medvirkende
- Earle Williams som Robert Kent
- Charles Hill Mailes som Wentworth
- Boris Karloff som Maharajah Jehan Dharwar og Dell Monckton
- Kathryn Adams som Norma Graves
- Herbert Prior
- Eugenia Gilbert som Sarissa
- James Butler som Wyndham